# Карла Суарес Наваро
Карла Суарес Наваро (на испански: Carla Suarez Navarro) е професионална тенисистка от Испания.

## Ранни години
Карла Суарес Наваро е родена на 3 септември 1988 г. в Лас Палмас.

## Кариера
Започва да се състезава активно от 2003 г. През 2008 г. вече е в представителния отбор на Испания за надпреварата „Фед Къп“.
През 2008 г., Карла Суарес Наваро дебютира за първи път на турнир от Големия шлем. Тя оставя чудесно впечатление с играта си на турнира „Ролан Гарос“, където във втория кръг отстранява представителката на домакините Амели Моресмо и така достига до четвъртфиналите.
През 2009 г., испанската тенисистка играе финален мач за турнира „Андалусия Тенис Експириънс“ в испанския курорт Марбеля, който губи от Йелена Янкович. На Откритото първенство на Австралия през 2010 г., достига до третия кръг на надпреварата, където е победена от Серина Уилямс.
Отново през 2010 г., Карла Суарес Наваро записва много силно представяне на международния турнир „БНП Париба Оупън“, което се провежда в Индиън Уелс, Калифорния. На това състезание тяпоследователно отстранява французойката Ализе Корне, руската топтенисистка Светлана Кузнецова и унгарската представителка Агнеш Саваи.

## Личен живот
Суарес Наваро е обвързана с приятелката си, Марта.